# 通榆河
通榆河，也作通榆运河，是中華人民共和國江苏省北部沿海地区南北走向的一条人工河道，原规划南起南通市，北至连云港市赣榆县，故名通榆河。然至今南通、连云港两市的河段仍未实施，现通榆河实际上南起海安县县城海安镇东北凤山，与新通扬运河相通，向北流经东台市，大丰市，盐城市亭湖区及盐都区，建湖县，阜宁县，滨海县，最后于响水县县城汇入灌河，全长202公里。沿途跨越斗龙港、新洋港、黄沙港、射阳河、苏北灌溉总渠、淮河入海水道和废黄河等河道。通榆河是里下河水网腹部圩区和沿海垦区的分界线。按照远景规划，通榆河将成为一条南北水利水运骨干河道。
在2002年4月，曾有一群伪虎鲸从灌河进入通榆河响水段。